# マッソイアラクトン
マッソイアラクトン（Massoia lactone）は、アルキルラクトンであり、インドネシアのパプアで見られるマッソイアの木 (Cryptocaria massoia)の樹皮に由来するが、甘藷糖のモラセス、乾燥タバコ、及びモクセイ (Osmanthus fragrans) のエッセンシャルオイルでも見られる。化学的には、6-アミル-α-ピロンの移動水素化における副生成物として得られる。
18世紀後半から19世紀初頭にかけてマッソイ樹皮（massoy bark）として知られていたマッソイアのエッセンシャルオイルは、かつて天然のココナッツ香料として広く使用されていた。天然のマッソイアラクトンは、抽出過程に費用がかかり、樹皮を除去する過程で木が枯れてしまうため、合成品にほぼとって替わられた。